# Australische bonito
De Australische bonito (Sarda australis) is een straalvinnige vis uit de familie van makrelen (Scombridae), orde van baarsachtigen (Perciformes). De vis kan maximaal 180 centimeter lang en 9400 gram zwaar worden.

## Leefomgeving
Sarda australis is een zoutwatervis. De vis komt voor in subtropische wateren in de Grote Oceaan.

## Relatie tot de mens
Sarda australis is voor de visserij van beperkt commercieel belang. In de hengelsport wordt er weinig op de vis gejaagd.